# Air Rusa
Air Rusa is een bestuurslaag in het regentschap Rejang Lebong van de provincie Bengkulu, Indonesië. Air Rusa telt 1607 inwoners (volkstelling 2010).